# Lalueza
Lalueza (A Lueza en aragonés) es un municipio de España en la provincia de Huesca, Comunidad Autónoma de Aragón. Tiene un área de 88,09 km² con una población de 1101 habitantes (INE 2010) y una densidad de 12,94 hab/km².
El municipio de Lalueza también incluye los pueblos de Marcén y San Lorenzo del Flumen.

## Demografía
Lalueza cuenta con una población de 868 habitantes (INE 2024).
| Gráfica de evolución demográfica de Lalueza entre 1842 y 2021 |
| |
| Población de derecho según los censos de población del INE Población de hecho según los censos de población del INEEntre el censo de 1981 y el anterior, crece el término del municipio porque incorpora a parte del municipio 22153 (Marcen) |

## Administración y política
| Período   | Alcalde                         | Partido |
| --------- | ------------------------------- | ------- |
| 1979-1983 | Santiago Laborda Gavín          | PSOE    |
| 1983-1987 |                                 |         |
| 1987-1991 |                                 |         |
| 1991-1995 | Ismael Gavín                    | PSOE    |
| 1995-1999 | Martín Malo Corvinos            | PAR     |
| 1999-2003 | Daniel Périz Vizcarra           | PSOE    |
| 2003-2007 | Daniel Périz Vizcarra           | PSOE    |
| 2007-2011 | Daniel Périz Vizcarra           | PSOE    |
| 2011-2015 | Daniel Périz Vizcarra           | PSOE    |
| 2015-2017 | Daniel Périz Vizcarra           | PSOE    |
| 2017-2023 | Santiago Armando Sanjuan Franco | PSOE    |

| Partido político    | Partido político                                   | 2003   | 2007   | 2011   | 2015   |
| Partido político    | Partido político                                   | Ediles | Ediles | Ediles | Ediles |
|                     | Partido de los Socialistas de Aragón (PSOE-Aragón) | 5      | 5      | 6      | 7      |
|                     | Partido Popular de Aragón (PP)                     | 2      | 2      | 2      | 1      |
|                     | Partido Aragonés (PAR)                             | 2      | 2      | 1      | 1      |
| Total de concejales | Total de concejales                                | 9      | 9      | 9      | 9      |

## Peñas
| Ranking | Peñas               | Año de creación | N.º Miembros | Logo | ¿Hay cacahuetes? |
| #1      | Área#52             | 2022            | 15           |      | Sí               |
| #2      | Cepren              | 1990            | 25           |      | No               |
| #3      | 3000x16             | 2000*           | 22           |      | No               |
| #4      | The Monchito'x      | 2000*           | 26           |      | No               |
| #5      | Enay10              | 1992            | 10           |      | No               |
| #6      | La Rivera del Duero | 2000*           | 16           |      | No               |
| #7      | El Abrevadero       | 2002            | 20           |      | No               |
| #8      | NBS                 | 2000*           | 17           |      | No               |
| #9      | El Caillo           | 2000*           | 18           |      | No               |
| #10     | La Farra            | 2000*           | 24           |      | No               |
| #11     | PK2                 | 2000*           | 26           |      | No               |
| #12     | Valdebebas          | 2000*           | 19           |      | No               |
| #13     | "Pastetas"          | 2000*           | 20           |      | No               |
| #14     | BTR                 | 2000*           | 24           |      | No               |
| #15     | La Higuera          | 2000*           | 21           |      | No               |
| #16     | Kaos                | 2000*           | 19           |      | No               |